# SPARCstation 1

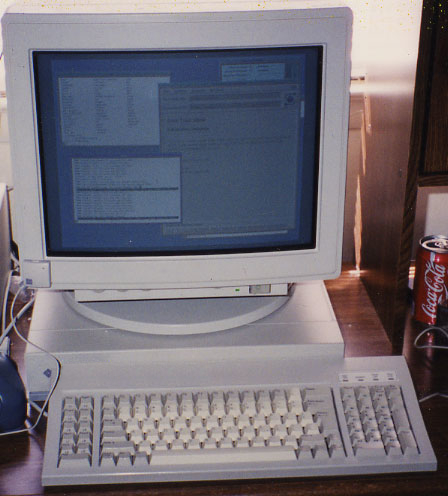
SPARCstation 1+ (25 MHz SPARC)

SPARCstation 1, или Sun 4/60, — рабочая станция с процессорами SPARC, созданная корпорацией Sun Microsystems. Это первая рабочая станция из серии SPARCstation. Она продавалась с апреля 1989 года, в 1995 году Sun прекратила её поддержку. Станция была создана как конкурент IBM PC и Macintosh и продавалась по цене от $8,995 (без жёстких дисков) до $20,000. В первый год было продано около 35 тыс. компьютеров.
SPARCstation 1 имела микропроцессор с тактовой частотой 20 МГц и сопроцессор Weitek 3167 (или 3170). Это четвёртый компьютер Sun (после 4/260, 4/110 и 4/280), использующий процессор архитектуры SPARC. Материнская плата имела три слота SBus, встроенный AUI Ethernet, 8 кГц аудио и шину SCSI-1. Дисплей обладал разрешением 1152×900 и отображал 256 цветов.

## Операционные системы
- SunOS 4.0.3c до 5.7 (Solaris 7)
- NetBSD 1.0 и далее
- OpenBSD — все версии
- Linux